# Pavel Hrnčíř
Pavel Hrnčíř (* 23. března 1961 Bílovec) je český politik, člen Občanské demokratické strany, koncem 90. let 20. století a v první dekádě 21. století poslanec Poslanecké sněmovny, od roku 2009 člen kolegia Nejvyššího kontrolního úřadu.

## Biografie
V komunálních volbách roku 1994 byl za ODS zvolen do zastupitelstva města Bílovec. K roku 1998 se uvádí jako místostarosta Bílovce.
Ve volbách v roce 1998 byl zvolen do poslanecké sněmovny za ODS (volební obvod Severomoravský kraj). Mandát obhájil ve volbách v roce 2002 a volbách v roce 2006. Na mandát rezignoval v prosinci 2009. V letech 1998–2006 byl členem sněmovního výboru pro veřejnou správu, regionální rozvoj a životní prostředí. V letech 2002–2009 byl rovněž členem výboru petičního, v letech 2006–2009 působil jako místopředseda rozpočtového výboru.
V prosinci 2009 ho sněmovna zvolila do kolegia Nejvyššího kontrolního úřadu. Ve sněmovně ho nahradil Ivo Kantor.